# Dugo
Koordinati:   43°38′42″N, 15°49′10″E
Dugo je majhen nenaseljen otoček v Jadranskem morju, ki pripada Hrvaški.
Otoček leži okoli 4 km jugozahodno od otoka Zlarina. Njegova površina meri 0,11 km². Dolžina obalnega pasu je 1,5 km. Najvišji vrh na otočku je visok 24 mnm.